# Бибикин, Михаил Александрович
Михаил Александрович Бибикин (1914 — 1980) — советский  инженер-конструктор, специалист в области разработки ядерного оружия. Лауреат Государственной премии СССР (1971).

## Биография
Родился 12 января 1914 года в деревне Бурцево, Нижегородской губернии в крестьянской семье. 
С 1937 года после окончания Горьковского индустриального института работал инженером на Коломенском машиностроительном заводе. С 1937 по 1939 годы — служил в РККА. С 1939 года — инженер-конструктор Завода № 92 НКВ СССР. С 1944 года — инженер-конструктор и ведущий конструктор Ленинградского завода «Большевик», за заслуги в деле освоения новых видов артиллерийского вооружения в 1944 году был награждён орденом Красной Звезды. 
С 1949 года после окончания Ленинградской школы подготовки руководящего состава МГБ СССР был назначен заместителем начальника отдела Полтавского областного УМГБ СССР. С 1952 года работал в системе ПГУ при Совете Министров СССР. С 1952 года направлен в закрытый город Арзамас-16, работал — старшим инженером, руководителем Конструкторской группы и заместителем начальника сектора в ВНИИЭФ. 
С 1956 года направлен в закрытый город Челябинск-70 во Всесоюзный научно-исследовательский институт технической физики с 1956 по 1960 годы —
начальник Конструкторского отдела эксплуатационной оснастки (Отдел-92) и одновременно заместитель начальника Сектора-9 (НИО-9 — «разработка систем эксплуатации и контроля ЯБП, проведение лётных и наземных испытаний), с 1961 года — начальник Отдела-72 (разработка ЯБП для ВМФ и РВСН), с 1965 по 1979 годы — начальник Сектора-7 (НКО-7 — «разработка конструкций и схемного построения ЯБП, эксплуатационного оборудования и оснастки») и заместитель главного конструктора ВНИИТФ, под руководством и при непосредственном участии М. А. Бибикина был разработан, испытан и передан в серийное производство ряд специальных изделий новой военной техники. 
Умер 7 марта 1980 года в городе Челябинск-70.

## Награды

### Ордена
- Орден Ленина (1975)
- Орден Трудового Красного Знамени (1969)
- Орден Красной Звезды (1944 — «За выдающиеся заслуги в деле освоения новых видов артиллерийского вооружения и образцовое выполнение заданий ГКО по увеличению выпуска артиллерии для фронта»)

### Медали
- Медаль «За доблестный труд в Великой Отечественной войне 1941—1945 гг.» (1945)

### Премии
- Государственная премия СССР (1971)